# Mihail Skobelev
Mihail Skobelev (n. 29 septembrie 1843, Fortăreața Petru și Pavel, Sankt Petersburg, Imperiul Rus – d. 7 iulie 1882, Moscova, Imperiul Rus) a fost un general rus care a participat la Războiul de Independență al României (1877–1878), atacând redutele de la Plevna și Crissina. De asemenea, este faimos pentru cucerirea Asiei Centrale. Îmbrăcat în uniformă albă și aflat pe un cal alb, a fost cunoscut de către soldații săi ca „Generalul Alb” (și de turci ca „Pașa Alb”). În timpul unei campanii în Khiva, adversarii săi turci l-au numit goz zanli sau „ochi sângeroși”. Feldmareșalul britanic Bernard Montgomery a scris că Skobelev a fost „cel mai capabil comandant unic” din lume între 1870 și 1914 și l-a numit un „abil și inspirat” lider.